# Melanto
Melanto (em grego: Μέλανθος; romaniz.: Mélanthos) de Pilos, filho de Andropompo,  foi, na mitologia grega, um rei na Messênia. Foi deposto e exilado pelos Heráclidas, e tornou-se posteriormente rei de Atenas, sucedendo a Timetes no cargo. Seu sucessor foi Codro.
Quando os heráclidas expulsaram os descendentes de Nestor da Messênia, seus líderes eram:
- Alcmeão, filho de Silo, filho de Trasimedes;
- Pisístrato, filho de Pisístrato;
- os filhos de Peão, filho de Antíloco e
- Melanto, filho de Andropompo, filho de Boro, filho de Pentilo, filho de Periclímeno. Trasimedes, Pisístrato e Antíloco eram filhos de Nestor, e Periclímeno seu irmão.[3]

Pausânias ignora o destino deste Pisístrato, filho de Pisístrato, mas os outros descendentes de Neleu se estabeleceram em Atenas; deles descendem as famílias atenienses dos Peônidas e dos Alcmeônidas.
Existem versões diferentes sobre como ele se tornou rei, sucedendo Timetes.
Segundo Pausânias, quando os heráclidas tomaram o Peloponeso,  Melanto, junto com outros exilados, foi para Atenas, e lá derrubou Timetes, tornando-se rei.
De acordo com o texto bizantino Suda, houve um conflito de fronteiras entre Atenas e a Beócia. Xanto desafiou Timetes para um duelo, que não aceitou; mas Melanto aceitou lutar por Atenas. Melanto usou de um truque sujo, e matou Xanto. Este evento era comemorado em Atenas no festival de três dias chamado Apatúria.
Seu sucessor foi seu filho Codro, o último rei de Atenas.
Um outro personagem de nome Melanto foi um dos companheiros de navio de Acetes, durante sua tentativa de raptar o deus Dioniso.